# Al-Shorta SC Bagdad
L'Al-Shorta SC Bagdad (àrab: نادي الشرطة الرياضي, Nādī ax-Xurṭa ar-Riyāḍī, ‘Club Esportiu de la Policia’) és un club de futbol iraquià de la ciutat de Bagdad. El club va ser fundat l'any 1932, com a club del cos de policia. Fou el primer club que guanyà la Lliga de Campions aràbiga de futbol i l'únic club del país, juntament amb l'Al-Karkh, que ha guanyat una competició internacional. També fou finalista de la Lliga de Campions de l'AFC l'any 1971 però renuncià a jugar la final en haver d'enfrontar-se al Maccabi Tel Aviv FC.

## Palmarès
- Lliga de Campions aràbiga de futbol:
  - 1981-82
- Lliga iraquiana de futbol:[2]
  - 1979–80, 1997–98, 2012–13, 2013–14, 2018–19, 2021-22, 2022-23, 2023-24
- Lliga de la Federació Central de futbol:[2]
  - 1962–63, 1966–67, 1967–68, 1968–69, 1969–70, 1971–72
- Copa Mare de totes les Guerres:[3]
  - 2000, 2001, 2002
- Supercopa iraquiana de futbol:[3]
  - 2019